# Holalkere
Holalkere är en ort i Indien.   Den ligger i distriktet Chitradurga och delstaten Karnataka, i den södra delen av landet, 1 600 km söder om huvudstaden New Delhi. Holalkere ligger 707 meter över havet och antalet invånare är 15 480.
Terrängen runt Holalkere är huvudsakligen platt, men åt sydost är den kuperad. Terrängen runt Holalkere sluttar brant västerut. Runt Holalkere är det ganska tätbefolkat, med 185 invånare per kvadratkilometer. Holalkere är det största samhället i trakten. Trakten runt Holalkere består till största delen av jordbruksmark.